# Maison des arts de Laval
Ne doit pas être confondu avec Théâtre de Laval.
 (mars 2023).
La mise en forme du texte ne suit pas les recommandations de Wikipédia : il faut le « wikifier ».
Les points d'amélioration suivants sont les cas les plus fréquents :
- Les titres sont pré-formatés par le logiciel. Ils ne sont ni en capitales, ni en gras.
- Le texte ne doit pas être écrit en capitales (les noms de famille non plus), ni en gras, ni en italique, ni en « petit »…
- Le gras n'est utilisé que pour surligner le titre de l'article dans l'introduction, une seule fois.
- L'italique est rarement utilisé : mots en langue étrangère, titres d'œuvres, noms de bateaux, etc.
- Les citations ne sont pas en italique mais en corps de texte normal. Elles sont entourées par des guillemets français : « et ».
- Les listes à puces sont à éviter, des paragraphes rédigés étant largement préférés. Les tableaux sont à réserver à la présentation de données structurées (résultats, etc.).
- Les appels de note de bas de page (petits chiffres en exposant, introduits par l'outil «  Source ») sont à placer entre la fin de phrase et le point final[comme ça].
- Les liens internes (vers d'autres articles de Wikipédia) sont à choisir avec parcimonie. Créez des liens vers des articles approfondissant le sujet. Les termes génériques sans rapport avec le sujet sont à éviter, ainsi que les répétitions de liens vers un même terme.
- Les liens externes sont à placer uniquement dans une section « Liens externes », à la fin de l'article. Ces liens sont à choisir avec parcimonie suivant les règles définies. Si un lien sert de source à l'article, son insertion dans le texte est à faire par les notes de bas de page.
- La présentation des références doit suivre les conventions bibliographiques. Il est recommandé d'utiliser les modèles {{Ouvrage}}, {{Chapitre}}, {{Article}}, {{Lien web}} et/ou {{Bibliographie}}. Le mode d'édition visuel peut mettre en forme automatiquement les références.
- Insérer une infobox (cadre d'informations à droite) n'est pas obligatoire pour parachever la mise en page.

Pour une aide détaillée, merci de consulter Aide:Wikification.
Si vous pensez que ces points ont été résolus, vous pouvez retirer ce bandeau et améliorer la mise en forme d'un autre article.
La Maison des arts de Laval est un centre canadien de diffusion culturelle situé à Laval, au Québec. Elle a été inaugurée en 1986. En 2013, des travaux de rénovation sont effectués. Propriété de la Ville de Laval, le lieu comprend le Théâtre des Muses ainsi que la Salle Alfred-Pellan.

## Fonction
La Maison des arts de Laval est un lieu de diffusion d'oeuvres de différentes formes de culture contemporaine, qui propose une programmation de spectacles de théâtre de création, de danse, de conte et d'arts visuels.
Ce centre des arts de la scène est aussi reconnu pour ses activités jeunesse, familiales et scolaires accompagnées de médiation artistique.
Sa programmation municipale en arts visuels et de la scène est complétée par les spectacles de son partenaire majeur, [co]motion, qui y présente des spectacles de musique, de chanson et d'humour.

## Salles

### Salle Alfred-Pellan
La Salle Alfred-Pellan considérée comme une institution muséale et un espace de production et de diffusion qui a pour mission de diffuser de l'art contemporain et d'offrir un accompagnement muséologique des commissaires et artistes. Elle accueille à la fois des artistes professionnels et des artistes de la relève. Grâce à un programme de médiation artistique complet, elle remplit également sa mission d'accompagnement des différents publics.

### Théâtre des Muses
Le Théâtre des Muses comprend 335 places. Il concentre sa programmation autour d'une offre pour la famille, le jeune public et les activités socioculturelles. Il est aussi reconnu, en vertu des normes du Ministère de la Culture et des communications, comme diffuseur intermédiaire.

## Expositions
- 2011: Simon Bilodeau, Le monde est un zombie
- 2012: Martin Désilets, Entre des fragments de choses, d’espace et de temps
- 2014: Sayeh Sarfaraz, Micropolitiques
- 2015: Banlieue!
- 2017:
  - Laurent Lamarche, La Nuée
  - Mélanie Myers, Courtes Distances
  - Sara A. Tremblay et Léna Mill-Reuillard, Géographies recomposées - S'ensevelir
  - Steffie Bélanger, L’utilité de l’inutile
- 2018: 
  - Daniel Corbeil, Module de survie : une écofiction
  - Triennale Banlieue! Là où se prépare le futur
- 2019: Karine Payette. Espaces sans espèces
- 2020:
  - Andrée-Anne Roussel et Samuel St-Aubin, Ce qui compte
  - Thomas Kneubühler, Hors réseau
- 2021: Renée Lavaillante, Ruses
- 2022: Béchard Hudon, Configurations du sensible
- 2023: 
  - Faire communauté: l'imprimé qui rassemble
  - Amélie Proulx, Les horizons marqueurs
  - Michaëlle Sergile, Gestuel : Les mouvements du corps dans les discours politiques
  - Marcel Saint-Pierre, Libérez la peinture !

## Publications
En 2012, la Maison des arts de Laval publie, avec Expression, Centre d’exposition de Saint-Hyacinthe et sous la direction de Geneviève Goyer-Ouimette, Mes Châteaux d’air et autres fabulations 1996-2012, le troisième volet d'une série formant un bilan de l'œuvre de Catherine Bolduc, artiste visuelle pratiquant le dessin, la sculpture et l'art public.